# ذراع الميعاد
ذراع الميعاد قرية تابعة لبلدية عين ولمان دائرة عين ولمان ولاية سطيف الجزائرية.
تقع قرية ذراع الميعاد على مستوى الطريق الوطني رقم 28 الرابط بين سطيف ومسيلة وهي تابعة لبلدية عين ولمان دائرة عين ولمان حيث تبعد عن الأخيرة ب 3 كلم شمالا وتبعد عن مقر الولاية ب 27كلم يبلغ عدد سكانها حسب الإحصاء العام لسنة 2008 حوالي 7220 نسمة أما من حيث المرافق الاجتماعية تتوفر القرية على ابتتدائيتين ومتوسطة اسمها ثليجان عبد الرحمن بالإضافة الى ذلك دار الشباب وقاعة علاج متعددة الخدمات ومكتبة ومسجدين باسم أبي إمامة والأمير عبد القادر الجزائري.
وحالياً ذراع الميعاد أصبحت حي مدني من أحياء عين ولمان بعد تعبيد الطرقات واستفادتها من غاز المدينة وكذلك شبكة الإنترنت (+ ANIS) وزادت الكثافة السكانية فيها.